# Lentinus araucariae
Lentinus araucariae är en svampart som beskrevs av Har. & Pat. 1903. Lentinus araucariae ingår i släktet Lentinus och familjen Polyporaceae.   Inga underarter finns listade i Catalogue of Life.